# Lesum
Lesum este o arie protejată (arie specială de conservare — SAC, sit de importanță comunitară — SCI) din Germania întinsă pe o suprafață de 108 ha, integral pe uscat.

## Localizare
Centrul sitului Lesum este situat la coordonatele 53°09′55″N 8°41′30″E / 53.1653°N 8.6917°E.

## Înființare
Situl Lesum a fost declarat sit de importanță comunitară în mai 2005 pentru a proteja 2 specii de animale. Situl a fost protejat și ca arie specială de conservare în decembrie 2014.

## Biodiversitate
Situată în ecoregiunea atlantică, aria protejată conține 1 habitat natural: Liziere de ierburi înalte hidrofile de câmpie și de nivel montan până la alpin.
La baza desemnării sitului se află mai multe specii protejate de  pești (2): Lampetra fluviatilis, Petromyzon marinus.